# Fjuckby
Fjuckby is een dorpje of småort in Zweden in de gemeente Uppsala in het landschap Uppland en de provincie Uppsala län. Het dorp heeft 73 inwoners en een oppervlakte van 18 hectare.
Het dorp ligt aan de E4.
In december 2006 kwam het dorp in het nieuws, omdat de inwoners de naam van hun dorp zat zijn. Ze eisen dat hun dorp wordt hernoemd naar Fjukeby, omdat vooral Engelstaligen hun dorp door het slijk halen en omdat niemand er meer een huis wil kopen.

## Voetnoten
1. ↑  (sv)  Zweeds Bureau voor Statistiek. Småorter 2005 (Toelichting) (gearchiveerde versie)